# Сірі лісові ґрунти

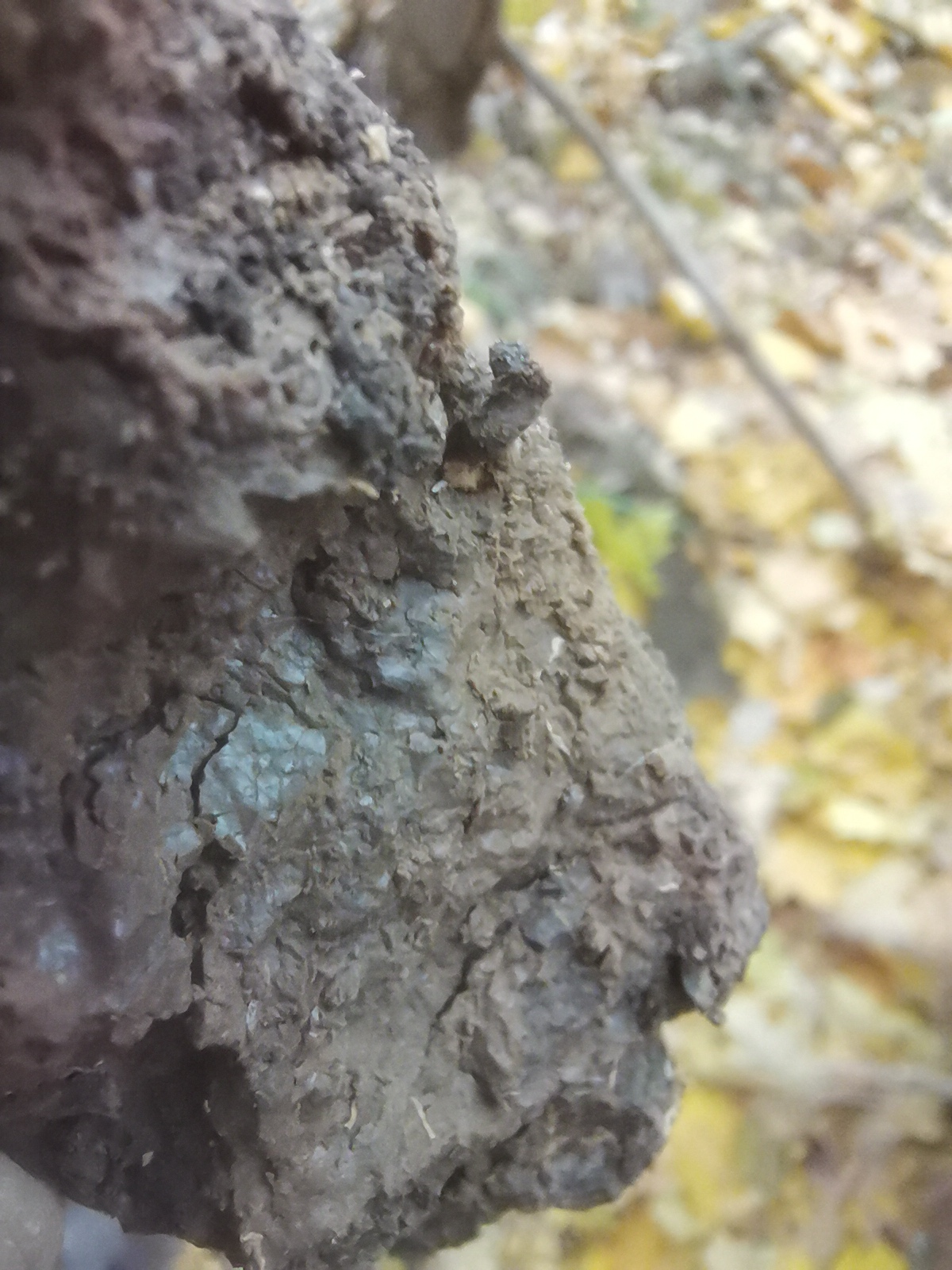
Глянцевий блиск на структурних окремостях свідчить про вмивання колоїдів у ілювіальний горизонт (так зване колоїдне лакування) у Сірому-опідзоленому ґрунті (Базилевська гора поблизу смт. Велика Багачка Полтавської області)

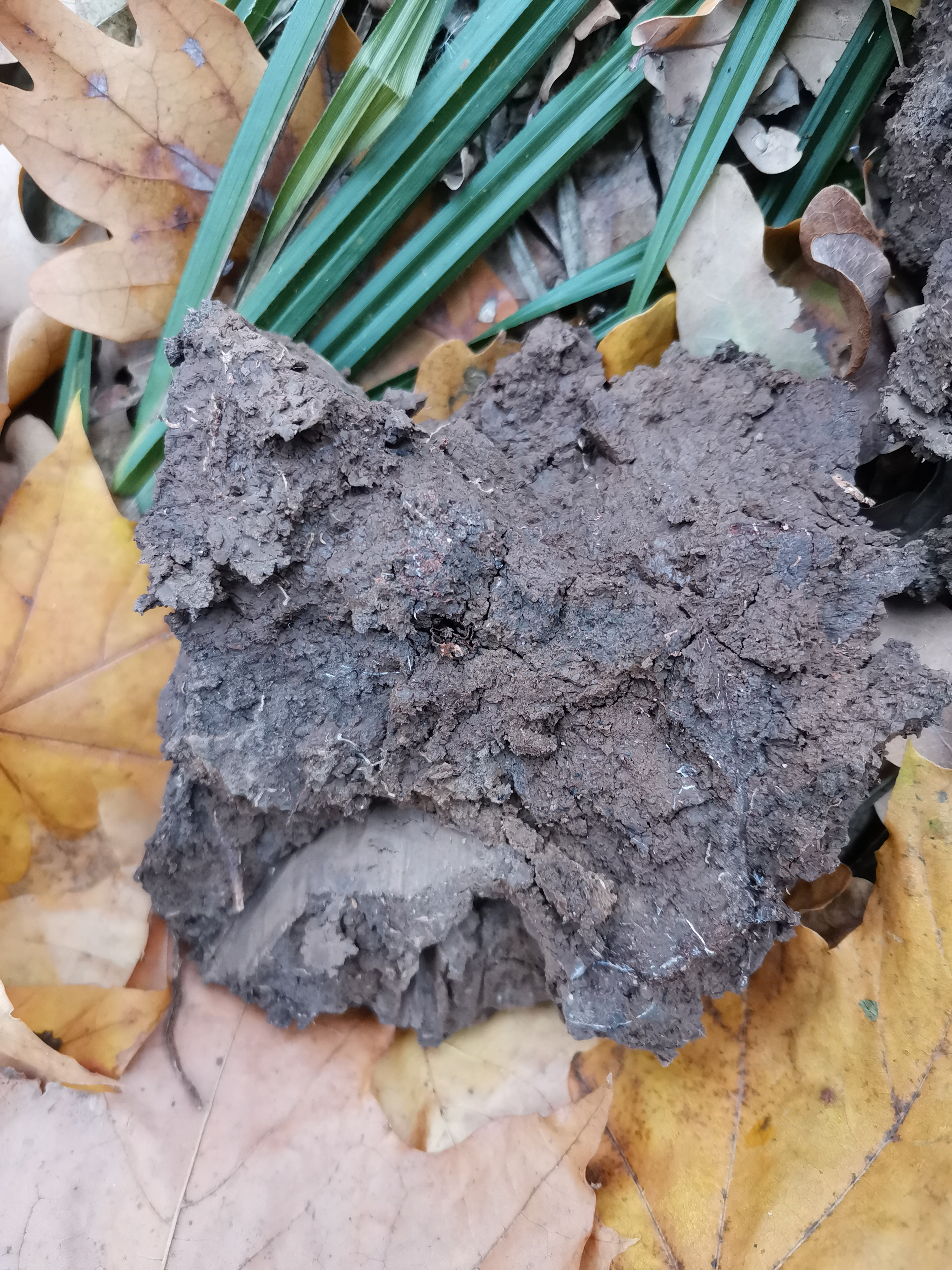
Колоїдні плівки гумусових речовин

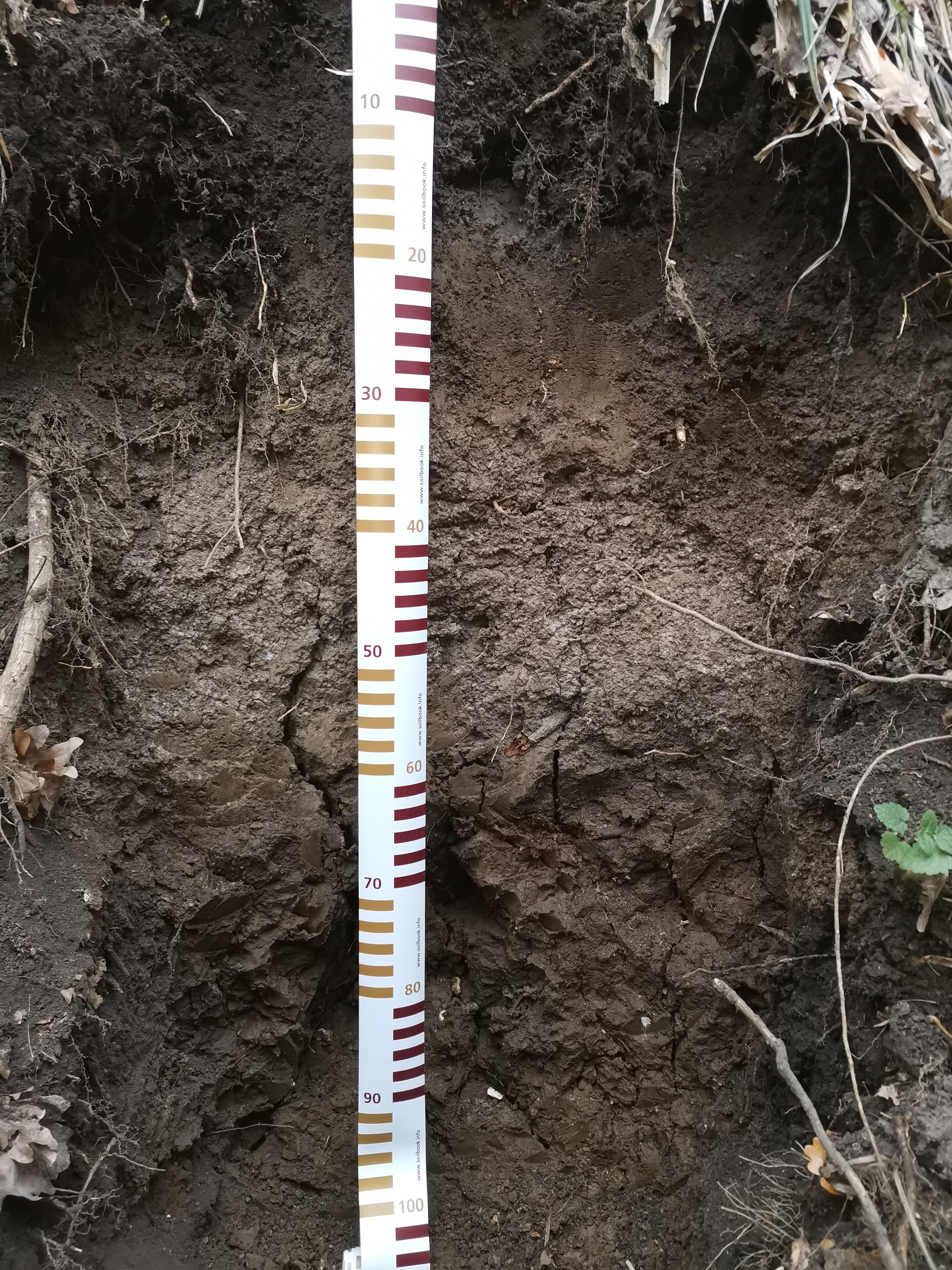
Сірий-опідзолений середньоглибокий середньосуглинковий на лесі, ґрунт який сформувався під широколистяним лісом на Базилевській горі поблизу смт. Велика Багачка Полтавської області

Сірі лісові ґрунти — тип ґрунтів, що формуються головним чином під широколистяними або мішаними лісами з трав'янистим покривом в умовах континентального, помірно вологого клімату. Утворюються на лесоподібних покривних суглинках, карбонатних моренах і інших материнських породах, зазвичай багатих кальцієм, в умовах промивного водного режиму. 
Усі лісові ґрунти тією чи іншою мірою опідзолені, однак процес опідзолення в них протікає слабше, ніж у підзолистих ґрунтах унаслідок малої водопроникності материнських порід, насиченості їх кальцієм тощо. Для них особливо характерні кремнеземиста присипка і переміщення гуматів калію з верхніх горизонтів у нижні та відкладання там на поверхні структурних окремостей у вигляді гумусових плівок («лаки», «дзеркала»). У профілі сірих лісових ґрунтів виділяють такі горизонти: Но — лісова підстилка   Н — гумусовий потужністю 12—30 см, сірого забарвлення; НЕ — гумусово-елювіальний, з кремнеземистою присипкою SiO2; І — ілювіальний з горіхуватою або горіхувато-призматичною структурою (на структурних окремостях наявні гумусові плівки), сіро-бурого забарвлення; С — материнська порода.
Сірі лісові ґрунти здебільшого кислі у верхній частині профілю (зокрема в горизонтах Н, НЕ і верхній частині І),  лужні чи нейтральні — у нижній частині горизонту І.  Утворилися на суглинкових породах за умов достатнього зволоження. Вміст гумусу в них незначний (2-6 %), їхня природна родючість відносно невисока, однак достатня для вирощування багатьох сільськогосподарських культур. 
Підрозділяються на підтипи: світло-сірі (близькі до дерново-підзолистих ґрунтів), сірі і темно-сірі (подібні до вилугованих чорноземів).  
Сірі лісові ґрунти поширені у південній частині Полісся, на заході й Правобережжі України під ділянками широколистих лісів.  За межами України поширені в основному на території Східної Європи та Західного Сибіру в північній частині лісостепу (утворюють переривчасту смугу від Карпат до Забайкалля), а також на півдні Канади і на півночі США. 
Використовуються під посіви сільськогосподарських культур (зернових, технічних, овочевих, плодових).